# Grote Kaukasus
De Grote Kaukasus (Russisch: Большой Кавказ; Bolsjoj Kavkaz, Azerbeidzjaans: Böyük Qafqaz Dağları) is de belangrijkste bergketen van het Kaukasusgebergte. De bergketen strekt zich uit over een lengte van 1200 kilometer van het schiereiland Taman aan de Zwarte Zee in het noordwesten, tot aan het schiereiland Apsjeron aan de Kaspische Zee in het zuidoosten. Oftewel van het natuurreservaat Westelijke Kaukasus in de buurt van Sotsji tot iets ten noorden van Bakoe.

## Geografie
De waterscheiding en hoofdkam van het gebergte is voor het grootste deel de grens tussen enerzijds Rusland en anderzijds Georgië en Azerbeidzjan. Op een aantal plekken liggen de grens van Georgië en Azerbeidzjan ten noorden van de waterscheiding, in het Europese gedeelte van de Kaukasus dus.
Voor Georgië betreft het de streken Chevi (Kazbeg), Chevsoeretië (noorden van Doesjeti) en Toesjeti (noorden van Achmeta). Voor Azerbeidzjan betreft dit het noordoostelijke deel van het land, een driehoek langs de Kaspische Zee, specifiek district Guba en aanpalende districten Gusar, Shabran, Khachmaz en Siyazan.

### Indeling
De bergketen wordt traditioneel gezien onderverdeeld in drie delen:
- West-Kaukasus - van de Zwarte Zee tot de berg Elbroes;
- Centraal-Kaukasus - van de Elbroes tot de Kazbek;
- Oost-Kaukasus - van de Kazbek naar de Kaspische Zee.

## Pieken
De Grote Kaukasus heeft meer dan tien pieken hoger dan 5000 meter boven zeeniveau. Op de Elbroes en Kazbek na, liggen de 'vijfduizenders' geclusterd in het 'Bezengi-gebied', dat bestaat uit de Bezengimuur en het aanpalende Dychtaoe-Kosjtantaoe-massief.
| Naam                        | Land                                     | Gebied                   | Top (m) |                                                           |
| --------------------------- | ---------------------------------------- | ------------------------ | ------- | --------------------------------------------------------- |
| Elbroes                     | Vlag van Rusland                         |                          | 5642    | Hoogste top van Europa.                                   |
| Elbroes                     | Vlag van Rusland                         | 5621                     | Oosttop |                                                           |
| Dychtaoe                    | Vlag van Rusland                         | Bezengi                  | 5205    | Een van de zeven tweede toppen.                           |
| Dychtaoe                    | Vlag van Rusland                         | Bezengi                  | 5180    | Oosttop                                                   |
| Sjchara                     | Vlag van Rusland · Vlag van Georgië      | Bezengi                  | 5203    | Hoogste berg van Georgië.                                 |
| Sjchara                     | Vlag van Rusland · Vlag van Georgië      | Bezengi                  | 5069    | Westtop                                                   |
| Kosjtan-Taoe                | Vlag van Rusland                         | Bezengi                  | 5151    |                                                           |
| Poesjkinpiek                | Vlag van Rusland                         | Bezengi                  | 5100    |                                                           |
| Dzjanga                     | Vlag van Rusland · Vlag van Georgië      | Bezengi                  | 5085    |                                                           |
| Dzjanga                     | Vlag van Rusland · Vlag van Georgië      | Bezengi                  | 5058    | Westtop                                                   |
| Dzjanga                     | Vlag van Rusland · Vlag van Georgië      | Bezengi                  | 5033    | Oosttop                                                   |
| Kazbek                      | Vlag van Rusland · Vlag van Georgië      | Stepantsminda            | 5047    |                                                           |
| Mizjirgi                    | Vlag van Rusland                         | Bezengi                  | 5018    |                                                           |
| Overige significante bergen |                                          |                          |         |                                                           |
| Sjota Roestaveli            | Vlag van Rusland · Vlag van Georgië      | Bezengi                  | 4960    |                                                           |
| Gistola                     | Vlag van Rusland · Vlag van Georgië      | Bezengi                  | 4860    |                                                           |
| Tetnoeldi                   | Vlag van Georgië                         | Svanetië                 | 4858    |                                                           |
| Dzjimara                    | Vlag van Rusland · Vlag van Georgië      | Stepantsminda            | 4780    |                                                           |
| Oesjba                      | Vlag van Georgië                         | Svanetië                 | 4710    |                                                           |
| Tichtengen                  | Vlag van Rusland · Vlag van Georgië      |                          | 4618    |                                                           |
| Ailama                      | Vlag van Rusland · Vlag van Georgië      | Lentechi                 | 4547    |                                                           |
| Teboelosmta                 | Vlag van Rusland · Vlag van Georgië      | Chevsoeretië Tsjetsjenië | 4494    | Hoogste berg Oost-Kaukasus, hoogste berg van Tsjetsjenië. |
| Bazardjoezjoe               | Vlag van Rusland · Vlag van Azerbeidzjan |                          | 4485    | Hoogste berg van Azerbeidzjan en Dagestan.                |

## Bergpassen
Passen met een autoweg over de hoofdkam: 
- Bogovatsjosgelepas (Georgië): 2968 m
- Abanopas (Georgië): 2926 m
- Mamisonpas (Rusland-Georgië): 2836 m
- Maroechipas (Rusland-Georgië): 2748 m
- Datvisdzjvaripas (Georgië): 2677 m
- Dzjvaripas (Georgië): 2379 m